# Piptocoma trujillensis
Piptocoma trujillensis là một loài thực vật có hoa trong họ Cúc. Loài này được (Aristeg.) Pruski miêu tả khoa học đầu tiên năm 1996.